# Kalná nad Hronom
Kalná nad Hronom é um município da Eslováquia, situado no distrito de Levice, na região de Nitra. Tem 34,13 km² de área e sua população em 2018 foi estimada em 2083 habitantes.

## Demografia
| Ano:        | 1994 | 2004   | 2014   | 2024   |
| ----------- | ---- | ------ | ------ | ------ |
| Broj ljudi: | 2074 | 2065   | 2071   | 2025   |
| Razlika:    |      | -0,43% | +0,29% | -2,22% |

| Ano:               | 2023 | 2024   |
| ------------------ | ---- | ------ |
| Número de pessoas: | 2057 | 2025   |
| Diferença:         |      | -1,55% |